# カルロ・ジェズアルド

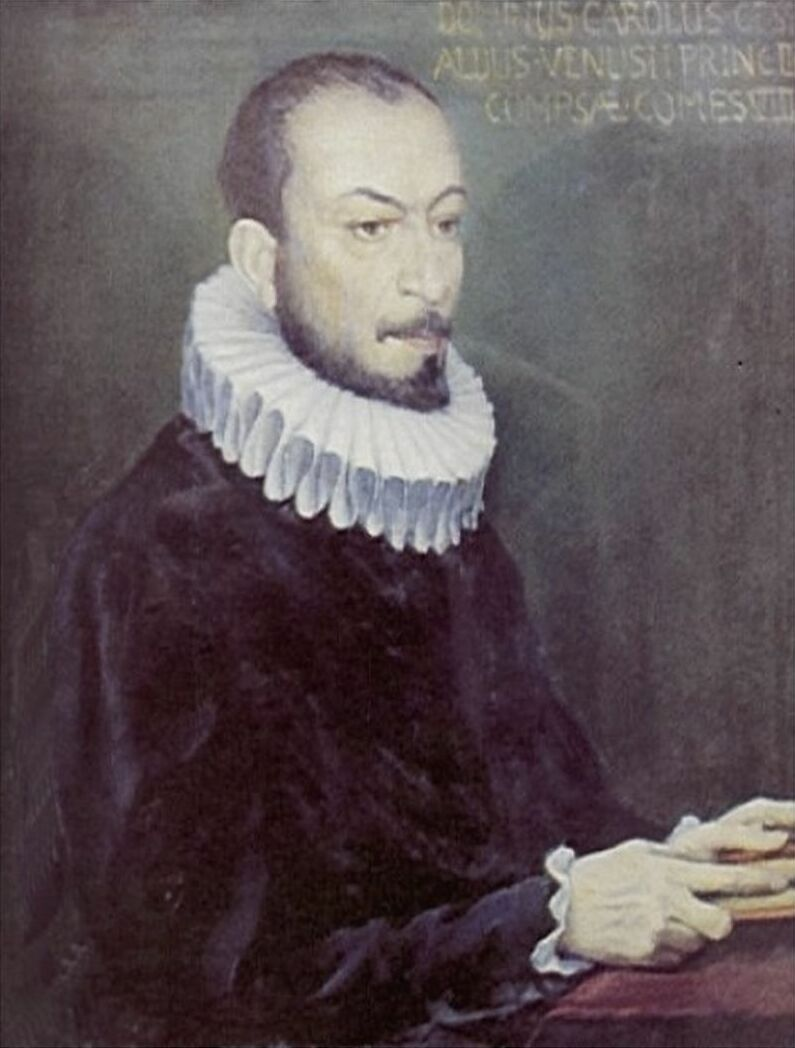
カルロ・ジェズアルド

カルロ・ジェズアルド（Carlo Gesualdo 、1566年? 3月8日? - 1613年9月8日）は、イタリアの貴族・後期ルネサンスの作曲家。
ヴェノーザ（Venosa ）公国君主・コンツァ（Conza ）伯爵。
激しい情感表現に富むマドリガーレや宗教音楽で有名。その半音階的な音楽語法は、その後19世紀末まで現れないものだった。不貞の妻とその愛人を殺害したことで悪名を馳せた。

## 伝記
イタリア貴族ならびに聖職者の一族に生まれる。ミラノ大司教で聖人カルロ・ボッロメーオ（イエズス会会士）は叔父。母ジローラマGirolamaはローマ教皇ピウス4世の姪で、カルロ・ボロメオもピウス4世の甥だった。
ジェズアルドの幼少期についてはほとんど分かっていない。おそらく彼はヴェノーザに生まれた。生年については、1560年、1561年、1566年の3つの説があったが、近年に発見された母ジローラマの手紙から、1566年説が有力との見方が強まっている。
ジェズアルドはポンポニオ・ネンナと音楽的につながりがあったが、師弟関係にあったのか、それとも仲間同士の付き合いだったのかは定かでない。いずれにせよ早いうちからひたむきに音楽に打ち込んでおり、それ以外にはほとんど関心を示さなかった。

### 殺人事件
1586年にジェズアルドは、いとこでペスカーラ侯爵令嬢のマリア・ダヴァロスと結婚するが、2年後にマリアは、アンドリア公ファブリツィオ・カラーファと情事を重ねた。最初の2年間は、ジェズアルドの目をかすめて不倫を続けることができたようだが、しかしその関係は余人の良く知るところであった。
ついに1590年10月16日、ジェズアルドは狩の遠出に出かけると伝え、マリアとカラーファ公の二人が警戒心を緩めていたところに、手下を連れてナポリの宮殿に乗り込み、妻とその愛人の濡れ場をおさえ、寝台の上で二人を惨殺した。貴族であるジェズアルドは処罰を受けることはなかったが、報復を避けるために領地ジェズアルドの居城に逃げ込み、ダヴァロス家からもカラーファ公の親族からも身の安全を図ろうとした。
この殺人事件はひろく宣伝され、たとえばタッソーのほか、大騒動に乗じようとするナポリ中の詩人たちによって取り上げられた。殺害の不道徳なる詳細は印刷物として広まったが、ヴェノーザ公子であるジェズアルドを捕縛しようとする動きは起きなかった。現場に関する治安報告書は、事件から400年以上経った今でも衝撃的である。
不貞の妻に対する報復殺人は、中世以降のイタリアの貴族階層では珍しい習慣ではなかったが、ジェズアルドが現場に乗り込んだ際に手下を連れており、浮気相手との一騎討ちではなかったことから、ジェズアルドの所業は騎士道にもとるとされ、世論の同情はジェズアルドにではなく、被害者の二人に向かったといわれる。
妻殺しに続いてジェズアルドがどのような所業を行なったかについては、様々に言い伝えられている。当時のある史料によれば、わが子の瞳を見て疑心暗鬼に駆られ、ジェズアルドも嬰児殺しに加担した（「息の根が止まるまで、赤子を揺り籠ごと振り回した」）という。また別の史料は、復讐に現れた義父さえも殺したとしている。実際、ジェズアルドは復讐からわが身を守るために武装した兵士を雇っていた。

### フェラーラ時代
1594年にジェズアルドは、当時のイタリアの最も急進的な音楽活動の中心地の一つであり、とりわけマドリガーレの創作が盛んであったフェラーラに赴く。同地は、当時の最も進歩的なマドリガーレ作曲家であるルッツァスコ・ルッツァスキの拠点でもあった。ジェズアルドは、大公アルフォンソ2世・デステの姪レオノーラ・デステとの再婚のために、この地を訪れたのである。レオノーラはジェズアルドと結婚して、1597年に彼の領地に同行した。その間ジェズアルドは、フェラーラ宮廷の前衛的な空気のもと、イタリア屈指の音楽家に取り巻かれて、2年以上にわたって創作活動に明け暮れた。最初のマドリガーレ集を出版したのも、フェラーラ滞在中のことである。

### ジェズアルドに戻って、そして晩年
1595年にフェラーラからジェズアルド城に戻った後、ジェズアルドはフェラーラに存在したのと同じような環境作りにとりかかり、一連の常勤音楽家や、自作を歌ってくれる名歌手を取り揃えた。自分の屋敷が音楽活動の中心地になったものの、ジェズアルドにはそれは孤独でしかなかった。かなりの財源があったればこそ、自分の道楽のために歌手や演奏家を雇い入れることもできたのだが、ジェズアルドは生まれついての孤独の人であり、彼の邸がエステ家のフェラーラ宮廷のように一大文化の中心地となるには至らなかったのである。1599年頃から没年の1613年まで、ジェズアルドはめったに居城を離れず、音楽のみに情熱を傾け続けた。彼の最も有名な作品は1603年と1611年に出版されている。おそろしく半音階的なことと演奏困難なことで名うての作品のほとんどが、みな孤独の時期に作曲されている。
ジェズアルドと新妻との関係も良好ではなかった。妻レオノーラはジェズアルドの虐待を告発し、エステ家は彼女を離婚させようと努力した。彼女はジェズアルドの孤独の城から、だんだんと離れて暮らすようになり、実家の兄弟とモデナに滞在すると、ジェズアルドはしばしば怒りの手紙を同地に送りつけている。
1600年に、再婚によってもうけた息子が早世した。その後にジェズアルドは、地元のカプチン会教会のための大作絵画の制作を委嘱した。その中でジェズアルドは、天使たちの集える下で、叔父カルロ・ボロメオ、妻レオノーラ、死んだ子とともに描かれている。
後半生においてジェズアルドはうつ病にさいなまれた。それが殺人に対する罪の意識にかかわっていたのかどうかを証明することは困難であるが、それをほのめかす証拠はある。カンパネッラが1635年にリヨンで記したところによると、かつてジェズアルドは日々使用人に鞭打たれており、彼を鞭打たせるための特別の使用人を雇っていたという。
彼は叔父の遺骨を入手するべく、ボロメオ枢機卿と執拗で無益な書簡を交わした。
後年の詩篇第51番による《ミゼレーレ》は、嘆願するかのように単旋律聖歌と低音声部による半音階的ポリフォニーの交代を執拗に繰り返す異色の作品となっている。
ジェズアルドは、最初の結婚で得た長男エマヌエレの死から3週間後に、ジェズアルド城で亡くなった。

## 音楽と作曲様式
ジェズアルドが余生において罪悪感に苦しめられたという証拠は無視できないし、自作においては罪の苦しみを表現したのかもしれない。ジェズアルド作品で一番明らかな特徴は、極端な感情を示す語への、風変わりな曲付けである。「愛」「苦痛」「死」「恍惚・喜悦」「苦悶」などといった言葉がジェズアルドのマドリガーレに頻繁に登場しており、歌詞のほとんどが恐らくジェズアルド自身によって作詞されたのだろう。
ジェズアルドは殺人犯として有名になった半面、ルネサンス音楽の最も実験的かつ最も表現主義的な作曲家の中でも、間違いなくとりわけ大胆な半音階技法の作曲家として今なお名高い。ジェズアルドが用いたような半音階進行は、19世紀の後期ロマン派音楽になるまで再び現れることがなく、調性音楽という文脈においては直截に並び立つ存在がなかったのである。
ジェズアルドの出版された作品は、宗教曲、世俗曲、器楽曲の3つのカテゴリーに分けることができる。中でも最も有名なのは、6つのマドリガーレ集（1594年から1611年まで）と、《聖務週間日課のためのレスポンソリウム集》（1611年出版）である。出版作品のほかに、ジェズアルドは大量の手稿譜も遺した。未出版作品の中にも、半音階技法による最も表情豊かな表現力を見ることができるだけでなく、モノディのような前衛的な作曲形態による楽曲も含まれている。そのいくつかはフェラーラ滞在中に、特に同地の卓越した音楽家のために作曲された。
《マドリガーレ第1集》は、様式において同時代の他のマドリガーレ作曲家にきわめて近い。後年のマドリガーレ集では、転調や対斜、リズムの激しい対比の試行が増加しており、《第5巻》と《第6巻》はその最も有名で著しい例となっている（《かなしや吾は死す "Moro, lasso, al mio duolo" 》と《美しい人よ、貴女がいないと "Beltà, poi che t'assenti" 》は、ともに 1611年に出版された《第6巻》に所収）。
ジェズアルド様式の特徴は、部分的な構成にある。つまりは強烈な、ところどころ衝撃的な半音階進行から成る、わりあい緩やかなパッセージと、急速なテンポによる全音階的なパッセージとの交替である。歌詞は、一つ一つの語句に最大限の注意が払われ、音楽によく馴染んでいる。半音階的なパッセージには、単独のフレーズの中に半音階の12の音すべてを含む例もあるのだが、尤もそれらは別々の声部にばら撒かれている。ジェズアルドは半音階的な3度進行をとりわけ好み、一例を挙げると、《かなしや吾は死す》の開始において、イ長調とヘ長調の主和音同士を、また嬰ハ長調とイ短調の主和音同士を連結している。
最も有名な宗教曲は、《聖務週間日課のためのレスポンソリウム集》であろう。様式的には、マドリガーレ・スピリトゥアーレ（聖句に基づくマドリガーレ）として作曲されている。とりわけイエスの苦悩や、聖パウロがイエスを裏切った罪悪感についてのくだりにおいて、後年のマドリガーレ集に見られるような、鋭い不協和音や衝撃的な半音階の並置が使われている。

## 影響と評価
ジェズアルドは、シジズモンド・ディンディアやアントーニオ・チフラといった作曲家が、その様式を模倣して一握りのマドリガーレを作曲したものの、当時の音楽にほとんど影響を及ぼすことはなかった。作曲家として再発見されたのは、やっと20世紀になってからである。付け加えると、20世紀の作曲家は、ジェズアルドの作品に対して敬意を払ってきた。イーゴリ・ストラヴィンスキーは、《ジェズアルドのための記念碑 Monumentum pro Gesualdo 》（1960年）の一部に、ジェズアルドのマドリガーレ《美しい人よ、貴女なくては》を編曲して利用した。
16世紀末から17世紀始めにかけて、実験的な音楽の作曲家はほかにもいたが、とりわけジェズアルドの創作は特異で孤立している。ジェズアルドは、音楽史上の魅力的な袋小路のひとつともいえる。
近年はその調性崩壊の観点から音楽学者による作品の研究が広まり、ヨーロッパではこぞって現代音楽の合唱曲と共に頻繁に演奏会の曲目に上るようになってきてFM放送でも盛んに電波に乗るようになってきた。
ジェズアルドの生涯は、アナトール・フランスなど、数多くの作り手を刺激した。彼の殺人事件を物語化する試みは、17世紀後半にはすでに行われており、ジャチント・チコニーニが戯曲《名誉のための裏切り Il tradimento per l'onore 》を発表している。1995年には、作曲家アルフレート・シュニトケによって、オペラ《ジェズアルド Gesualdo 》が作曲された。次いで、サルヴァトーレ・シャリーノが《私を裏切った光 Luci mie traditrici 》、ルカ・フランチェスコーニが《殺人者とみなされたジェズアルド Gesualdo Considered as a Murderer 》としてそれぞれオペラ化している。

### その他の殺人者作曲家
- バルトロメオ・トロンボンチーノ
- アルフォンソ・フェッラボスコ1世
- トマス・キャンピオン